# Peter Prusa
Peter Prusa (* 19. Februar 1944 in Rostock, Deutsches Reich) ist ein ehemaliger deutscher Eishockeyspieler und -schiedsrichter und Mitglied der Hall of Fame des deutschen Eishockeymuseums.

## Karriere
Peter Prusa begann seine Spielerkarriere 1961 bei der SG Dynamo Rostock, bevor er von 1962 bis 1974 für den SC Dynamo Berlin spielte. Zuletzt trat er in der Saison 1981/82 bei der DDR-Bestenermittlung für die Mannschaft von BSG Monsator Berlin an.
International spielte er für die Eishockeynationalmannschaft der DDR und nahm an den Olympischen Winterspielen 1968 und an den Eishockey-Weltmeisterschaften von 1967 bis 1974 teil.
Später leitete er als Schiedsrichter in der DDR Eishockeyspiele und wurde 1990 vom DEB für die Bundesliga übernommen.